# محمد دماغ
محمد دماغ نحات جزائري، ولد في 4 جويلية 1930 بمدينة باتنة، شرق الجزائر.